# Méridienne verte

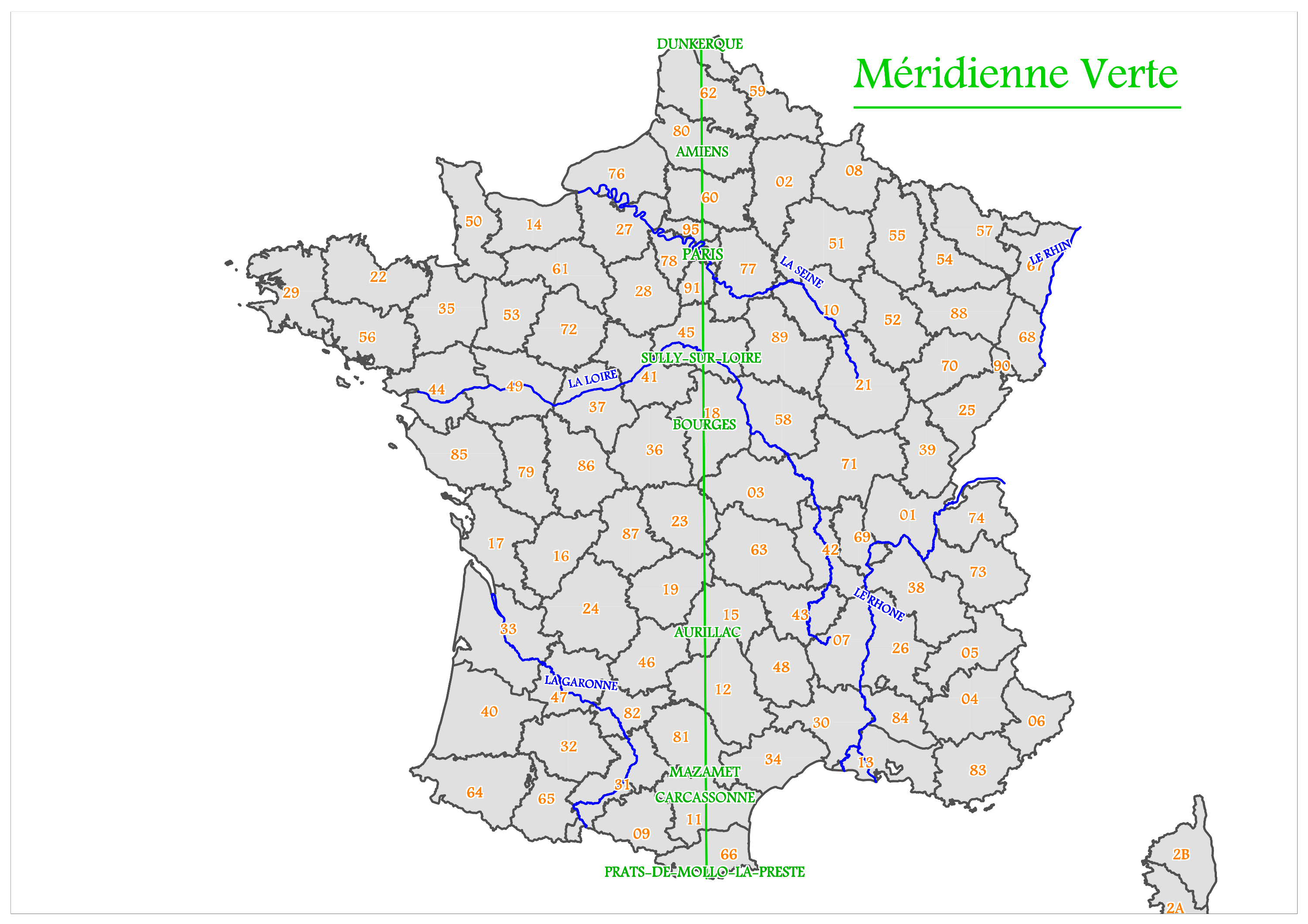
Een Franse kaart waarop het verloop van de (groene) meridiaan staat aangegeven.

De méridienne verte (of: groene meridiaan) was een project van de Franse kunstenaar Paul Chemetov in het kader van de vieringen rond het jaar 2000.
Op initiatief van Chemetov werden langs het hele tracé van de meridiaan van Parijs op Frans grondgebied bomen geplant, van Duinkerke in het noorden tot Prats-de-Mollo-la-Preste in de Pyreneeën. De lijn loopt door 337 gemeentes in 20 departementen. Vanwege de veiligheid, het wegennet en lokale omstandigheden bleek een ononderbroken lijn niet mogelijk.
Op de nationale feestdag in 2000, 14 juli, organiseerde men een picknick op vele plaatsen langs de "méridienne verte". Voor de gelegenheid werd het Parijse deel van de meridiaan 's nachts aangegeven met lasers vanaf het gebouw van de Senaat en vanuit het Observatorium van Parijs, waar de meridiaan van Parijs ontstond.